# Prolimnocyon
Prolimnocyon is een geslacht van uitgestorven roofzoogdieren uit de onderfamilie Limnocyoninae van de Hyaenodontidae die tijdens het Paleoceen en Eoceen in Noord-Amerika en oostelijk Azië leefden.

## Fossiele vondsten
Fossielen van Prolimnocyon zijn gevonden in de Verenigde Staten, Canada en de Volksrepubliek China. Prolimnocyon chowi uit Azië is de oudst bekende soort. Prolimnocyon verscheen tijdens het PETM in Noord-Amerika. Het bereikte het continent via de landbrug van Beringia en fossiele vondsten in de Margaret-formatie op Ellesmere-eiland binnen de noordpoolcirkel ondersteunen deze migratieroute. Tijdens het Vroeg-Eoceen kwam Prolimnocyon voor in de centrale delen van Noord-Amerika met fossiele vondsten in de Amerikaanse staten Wyoming en Colorado.

## Kenmerken
Prolimnocyon had een lange snuit, korte poten met mobiele gewrichten en een lange staart. Het skelet vertoont overeenkomsten met die van klimmende roofdieren zoals wasberen, genetkatten en marters.